# 新大嶼山巴士A35線
新大嶼山巴士A35和N35線都是香港新界的專營巴士路線，來往梅窩碼頭和港珠澳大橋香港口岸。

## 歷史
A35線於1998年7月6日隨香港國際機場啟用而投入服務，成為嶼巴首條機場巴士A線以及首條只於離島區內行走的機場巴士A線以及現時唯一一條全數使用單層巴士的機場巴士A線，五日後總站改於暢達路泊街，以配合地面運輸中心巴士總站重組站位，其後又於同年11月1日開辦N35線，提供來往南大嶼山、東涌及機場的通宵巴士服務。
因地理環境關係，A35、N35線和其他嶼南區路線一樣，只使用單層巴士行走，成為現時唯一一條全數使用單層巴士的機場巴士A線。開辦初期，大嶼山巴士特別為該兩線購置了低地台的丹尼士飛鏢巴士行走，但因行走路線山勢險要，巴士機件急速老化，因此後來該兩線改以高地台的五十鈴巴士行走，由2009年起再改以高地台的猛獅巴士行走。
A35線的主要服務對象為嶼南區的居民，以及居住於長洲及坪洲的橫水渡轉乘客，特別是居住於該區飛機機組人員，但實際上A35線乘客是往來東涌新市鎮及嶼南區的乘客及遊客為主。
由2006年9月29日起，A35線提供梅窩至東涌市中心的雙向分段收費，往機場方向於上車時支付往東涌的車費，然後於機場區內下車時補付往機場及東涌的車費差額，同時路線來回程不再經駿運路，改為直接取道觀景路往來國泰城及機場，並與3M線提供聯合班次，但乘客往往因收費問題而刻意等候3M線。
A35線因為大嶼山南部的人口不多，加上各分段收費都比3M線高（由東涌前往長沙或塘福除外），客量始終不足，更錄得每年達500萬港元的虧損。因此，巴士公司由2008年11月16日起，大幅縮減A35線的服務至每天兩邊方向只開固定班次5班，並加強其他來往嶼南及東涌的巴士路線服務作彌補。而N35線客量更是長期不足，一直錄得大額虧損。
隨著東涌道改善工程完成，由2009年2月6日起，來回程改經伯公坳至散石灣一段新建的東涌道新段。由於該兩線來回程需繞經塘福，而東涌道新段的南面入口比之前在長沙的入口明顯向東移，是次改動引致行車時間增加。
隨著長者及合資格殘疾人士公共交通票價優惠計劃推出，令A35線與其他路線之間的收費差距最高擴大至貴13.5倍（$31.1 VS $2）（在2023年調整收費後），進一步使長者及合資格殘疾人士改乘其他交通工具來往梅窩至塘福及東涌至機場（3M/3R/11/11A←→S1/S56/S64/S64X/B6或3M/3R/11/11A→E11/E11A/E21/E22/E22A/E23/E23A/E32/E33/E33P/E36/E36P/E36S/E37/E41/E42，總車費$3.9-$4不等）一帶，令原本客量不足的A35線更雪上加霜。
配合港珠澳大橋於2018年10月24日通車，兩線總站延長至港珠澳大橋香港口岸，並上調全程及調整分段收費，通宵時段由梅窩至東涌前往東涌至機場均要多付車資。
配合航天城交通總匯於2023年11月26日啟用，由2023年12月17日起，A35線來回程繞經新落成的航天城交通總匯。

## 服務時間
A35
| 每日梅窩碼頭開           | 每日梅窩碼頭開 | 每日梅窩碼頭開 | 每日梅窩碼頭開 | 每日梅窩碼頭開 |
| ------------------------ | -------------- | -------------- | -------------- | -------------- |
| 05:30                    | 07:25          | 17:00          | 22:00          | 00:15          |
| 每日港珠澳大橋香港口岸開 |                |                |                |                |
| 06:15                    | 06:40          | 08:30          | 18:15          | 23:30          |

桃紅色字表示該班次繞經東涌市中心，而棕色字表示該班次繞經梅窩舊墟
N35
| 每日梅窩碼頭開           | 每日梅窩碼頭開 |
| ------------------------ | -------------- |
| 03:15                    | 04:20          |
| 每日港珠澳大橋香港口岸開 |                |
| 01:30                    | 04:30          |

## 收費
A35
全程：$20（星期一至六）／$32.4（星期日及公眾假期）
梅窩碼頭開
| 落車站＼上車站 | 東涌站 或之前 | 機場（客運大樓） 或之前 | 大橋香港口岸 或之前 |
| -------------- | ------------- | ----------------------- | ------------------- |
| 梅窩碼頭起     | $13.4 ($22.1) | $17.8 ($30)             | $20 ($32.4)         |
| 貝澳油站起     | $10.9 ($17.9) | $15.4 ($24.5)           | $17.5 ($26.9)       |
| 塘福村起       | $7.1 ($14.4)  | $11.5 ($19.5)           | $13.6 ($21.9)       |
| 石門甲道起     | $3.1 ($5.7)   | $7.6 ($11.7)            | $9.7 ($14.2)        |
| 東涌消防局起   | $3.1 ($5.7)   | $4.4 ($7.8)             | $6.5 ($10.2)        |

- 註：

1. 括號內為假日收費。
2. 往大橋香港口岸方向之乘客，於上車時先繳付至東涌車費，下車時再繳付東涌至機場／香港口岸車費。

大橋香港口岸開
| 落車站＼上車站     | 梅窩碼頭 或之前 |
| ------------------ | --------------- |
| 大橋香港口岸起     | $20 ($32.4)     |
| 機場（客運大樓）起 | $17.8 ($30)     |
| 東涌纜車站起       | $13.4 ($22.1)   |
| 塘福村起           | $7.3 ($15.0)    |
| 蝶崗起             | $5.6 ($8.1)     |
| 羅屋村起           | $4.4 ($6.7)     |

- 括號內為假日收費。

| - 12歲以下小童及65歲或以上長者半價優惠。 - 持有當日有效「大嶼通」或「大澳通」乘車證之乘客，上車時向車長出示有效乘車證，可乘坐本線。 - 本線不設長者及殘疾人士每程$2.0的票價優惠；12至64歲殘疾人士如使用「殘疾人士身份」個人八達通，以及60至64歲香港居民使用「樂悠咭」繳付車資，會以全費計算。 - 乘客可以現金或八達通於上車時付款，不設找續。 - 每位成人乘客可免費攜帶最多兩名4歲以下而不佔座位的兒童乘客乘車，超額之4歲以下小童必須繳付小童車費乘車。 - 新大嶼山巴士全職員工及家屬（不包括外判職員）可免費乘搭本路線，惟必須出示職員證或家屬證。 - 乘客亦可使用AlipayHK「易乘碼」、支付寶及WeChatHK／微信支付「搭車碼」繳付車資。乘客使用此支付方式，將不能享有與其他嶼巴路線之轉乘優惠、「公共交通費用補貼計劃」；而使用WeChatHK／微信支付「搭車碼」亦不能享有小童／長者半價優惠。 |

N35
全程：$34.2（星期一至六）／$47.9（星期日及公眾假期）
梅窩碼頭開
| 落車站＼上車站         | 機場（客運大樓） 或之前 | 大橋香港口岸 或之前 |
| ---------------------- | ----------------------- | ------------------- |
| 梅窩碼頭起             | $25.1* ($38.7*)         | $34.2 ($47.9)       |
| 貝澳油站起             | $21.0* ($32.4*)         | $29.9 ($41.5)       |
| 塘福村起               | $15.7* ($26.0*)         | $24.8 ($35.1)       |
| 石門甲道起             | $10.1* ($15.4*)         | $19.2 ($24.5)       |
| 北大嶼山醫院（北行）起 | $7.5 ($9.1)             | $9.0 ($9.1)         |

- 註：

1. 括號內為假日收費。
2. 於機場或之前下車的乘客，應在登車時先行告知車長目的地，待車長調較八達通收費器至適用車費後再拍卡。

大橋香港口岸開
| 落車站＼上車站     | 北大嶼山醫院（南行） 或之前 | 梅窩碼頭 或之前 |
| ------------------ | --------------------------- | --------------- |
| 大橋香港口岸起     | $34.2 ($47.9)               | $34.2 ($47.9)   |
| 機場（客運大樓）起 | $7.5^ ($10.3^)              | $25.1 ($38.7)   |
| 東涌纜車站起       | $7.5^ ($10.3^)              | $17.9 ($28.4)   |
| 塘福村起           | 不適用                      | $10.1 ($20.6)   |
| 蝶崗起             | $7.5 ($12.1)                |                 |
| 羅屋村起           | $6.3 ($9.1)                 |                 |

- 註：

1. 括號內為假日收費。
2. 於「機場客運大樓」至「赤鱲角南路」登車之乘客，如在「北大嶼山醫院」或之前下車，於上車前應先向車長說明正使用東涌分段，並待車長調校八達通機，乘客核對銀碼正確，然後才拍卡。

| - 12歲以下小童及65歲或以上長者半價優惠。 - 持有當日有效「大嶼通」或「大澳通」乘車證之乘客，上車時向車長出示有效乘車證，可乘搭本線。 - 65歲或以上長者使用長者或個人八達通（包括「樂悠咭」），以及12歲以下合資格殘疾兒童使用「殘疾人士身份」個人八達通繳付車資，均可享有每程$2.0或半價（以較低者為準）的票價優惠；12至64歲合資格殘疾人士使用「殘疾人士身份」個人八達通，以及60至64歲香港居民使用「樂悠咭」繳付車資，均可享有每程$2.0或全費（以較低者為準）的票價優惠。 - 乘客可以現金或八達通於上車時付款，不設找續。 - 每位成人乘客可免費攜帶最多兩名4歲以下而不佔座位的兒童乘客乘車，超額之4歲以下小童必須繳付小童車費乘車。 - 新大嶼山巴士全職員工及家屬（不包括外判職員）可免費乘搭本路線，惟必須出示職員證或家屬證。 - 乘客亦可使用AlipayHK「易乘碼」、支付寶及WeChatHK／微信支付「搭車碼」繳付車資。乘客使用此支付方式，將不能享有與其他嶼巴路線之轉乘優惠、「公共交通費用補貼計劃」及「長者及合資格殘疾人士公共交通票價優惠計劃」；而使用WeChatHK／微信支付「搭車碼」亦不能享有小童／長者半價優惠。 |

## 行車路線
A35
梅窩碼頭開經：梅窩碼頭路、（銀鑛灣路、銀石街、銀鑛灣路）嶼南道（西行）、塘福巴士總站、嶼南道（東行）、東涌道、松仁路、裕東路、順東路、達東路、東涌市中心巴士總站、達東路、順東路、赤鱲角南路、觀景路、駿運路交匯處、觀景路、東岸路、機場路、暢連路、暢達路、機場北交匯處、航天城路、航天城第二街、航天城交通總匯、航天城第三街、航天城東路、航天城交匯處、赤鱲角路、順暉路及順匯路。
斜體字之路段祇限梅窩碼頭開05:30班次駛經。
括號內之路段祇限梅窩碼頭開17:00班次駛經。
大橋香港口岸開經：順匯路、赤鱲角路、東榮路、機場路、暢連路、暢達路、機場北交匯處、航天城路、航天城第二街、航天城交通總匯、航天城第三街、航天城東路、航天城交匯處、暢連路、機場南交匯處、機場路、東岸路、觀景路、駿明路、觀景路、駿運路交匯處、觀景路、赤鱲角南路、順東路、達東路、東涌市中心巴士總站、達東路、順東路、裕東路、松仁路、東涌道、嶼南道（西行）、塘福巴士總站、嶼南道（東行）、（銀鑛灣路、銀石街、銀鑛灣路）及梅窩碼頭路。
括號內之路段祇限大橋香港口岸開06:15班次駛經。
N35
梅窩碼頭開經：梅窩碼頭路、嶼南道（西行）、塘福巴士總站、嶼南道（東行）、東涌道、松仁路、裕東路、順東路、赤鱲角南路、駿坪路、駿運路、駿運路交匯處、觀景路、東岸路、機場路、暢連路、暢達路、機場北交匯處、暢達路、機場路、機場南交匯處、暢連路、航天城交匯處、赤鱲角路、順暉路及順匯路。
大橋香港口岸開經：順匯路、赤鱲角路、東榮路、機場路、暢連路、暢達路、機場北交匯處、機場路、機場南交匯處、機場路、東岸路、觀景路、駿明路、觀景路、駿運路交匯處、駿運路、駿坪路、赤鱲角南路、順東路、達東路、東涌市中心巴士總站、達東路、順東路、裕東路、松仁路、東涌道、嶼南道（西行）、塘福巴士總站、嶼南道（東行）及梅窩碼頭路。

### 沿線車站
| 梅窩碼頭開 | 梅窩碼頭開           | 梅窩碼頭開                       | 大橋香港口岸開 | 大橋香港口岸開       | 大橋香港口岸開                   |
| 序號       | 車站名稱             | 位置                             | 序號           | 車站名稱             | 位置                             |
| ---------- | -------------------- | -------------------------------- | -------------- | -------------------- | -------------------------------- |
| 1          | 梅窩碼頭             | 梅窩巴士總站                     | 1              | 大橋香港口岸         | 港珠澳大橋香港口岸公共運輸交匯處 |
| #          | 梅窩熟食市場         | 銀鑛灣路                         | 2              | 機場（客運大樓）     | 暢達路                           |
| #          | 銀灣邨               | 銀鑛灣路                         | 3              | 暢達路               | 暢達路                           |
| #          | 梅窩街市             | 銀石街                           | 4              | 富豪機場酒店         | 暢達路                           |
| #          | 銀景中心             | 銀鑛灣路                         | 5*             | 航天城               | 航天城交通總匯                   |
| 2          | 銀鑛灣濾水廠         | 嶼南道                           | 6              | 國泰城               | 駿明路                           |
| 3          | 荔枝園               | 嶼南道                           | ^              | 駿運南路             | 駿運路                           |
| 4          | 南山三屋村           | 嶼南道                           | ^              | 機場空運中心         | 駿運路                           |
| 5          | 南山營地             | 嶼南道                           | ^              | 亞洲空運中心         | 駿坪路                           |
| 6          | 太古職員宿舍         | 嶼南道                           | ^              | 赤鱲角南路           | 赤鱲角南路                       |
| 7          | 貝澳油站             | 嶼南道                           | 7*             | 飛機燃料庫           | 觀景路                           |
| 8          | 老圍村               | 嶼南道                           | 8              | 東涌纜車站           | 達東路                           |
| 9          | 新圍村               | 嶼南道                           | 9              | 東涌市中心           | 東涌市中心巴士總站               |
| 10         | 羅屋村               | 嶼南道                           | 10             | 富東廣場             | 達東路                           |
| 11         | 牛坳園               | 嶼南道                           | 11             | 裕東苑               | 順東路                           |
| 12         | 散石灣中蘆           | 嶼南道                           | ^              | 北大嶼山醫院（北行） | 松仁路                           |
| 13         | 散石灣村             | 嶼南道                           | ^              | 北大嶼山醫院（南行） | 松仁路                           |
| 14         | 女青年會梁紹榮度假村 | 嶼南道                           | 12             | 馬灣新村             | 東涌道                           |
| 15         | 散石灣迴旋處         | 嶼南道                           | 13             | 東涌鄉事委員會       | 東涌道                           |
| 16         | 長沙上村             | 嶼南道                           | 14             | 上嶺皮               | 東涌道                           |
| 17         | 長沙警署             | 嶼南道                           | 15             | 下嶺皮               | 東涌道                           |
| 18         | 長沙下村             | 嶼南道                           | 16             | 黃家圍               | 東涌道                           |
| 19         | 長沙消防局           | 嶼南道                           | 17             | 龍井頭               | 東涌道                           |
| 20         | 麗濱別墅             | 嶼南道                           | 18             | 石門甲道             | 東涌道                           |
| 21         | 蝶崗                 | 嶼南道                           | 19             | 十八區墳場           | 東涌道                           |
| 22         | 長沙大橋             | 嶼南道                           | 20             | 東涌坳管理站         | 東涌道                           |
| 23         | 上長沙海灘           | 嶼南道                           | 21             | 伯公坳               | 東涌道                           |
| 24         | 塘福海灘             | 嶼南道                           | 22             | 長沙引水道           | 東涌道                           |
| 25         | 塘福村               | 嶼南道                           | 23             | 散石灣迴旋處         | 嶼南道                           |
| 26         | 塘福海灘             | 嶼南道                           | 24             | 長沙上村             | 嶼南道                           |
| 27         | 上長沙海灘           | 嶼南道                           | 25             | 長沙警署             | 嶼南道                           |
| 28         | 長沙大橋             | 嶼南道                           | 26             | 長沙下村             | 嶼南道                           |
| 29         | 蝶崗                 | 嶼南道                           | 27             | 長沙消防局           | 嶼南道                           |
| 30         | 麗濱別墅             | 嶼南道                           | 28             | 麗濱別墅             | 嶼南道                           |
| 31         | 長沙消防局           | 嶼南道                           | 29             | 蝶崗                 | 嶼南道                           |
| 32         | 長沙下村             | 嶼南道                           | 30             | 長沙大橋             | 嶼南道                           |
| 33         | 長沙警署             | 嶼南道                           | 31             | 上長沙海灘           | 嶼南道                           |
| 34         | 長沙上村             | 嶼南道                           | 32             | 塘福海灘             | 嶼南道                           |
| 35         | 散石灣迴旋處         | 嶼南道                           | 33             | 塘福村               | 嶼南道                           |
| 36         | 東涌道               | 東涌道                           | 34             | 塘福海灘             | 嶼南道                           |
| 37         | 長沙引水道           | 東涌道                           | 35             | 上長沙海灘           | 嶼南道                           |
| 38         | 伯公坳               | 東涌道                           | 36             | 長沙大橋             | 嶼南道                           |
| 39         | 東涌坳管理站         | 東涌道                           | 37             | 蝶崗                 | 嶼南道                           |
| 40         | 十八區墳場           | 東涌道                           | 38             | 麗濱別墅             | 嶼南道                           |
| 41         | 石門甲道             | 東涌道                           | 39             | 長沙消防局           | 嶼南道                           |
| 42         | 龍井頭               | 東涌道                           | 40             | 長沙下村             | 嶼南道                           |
| 43         | 黃家圍               | 東涌道                           | 41             | 長沙警署             | 嶼南道                           |
| 44         | 下嶺皮               | 東涌道                           | 42             | 長沙上村             | 嶼南道                           |
| 45         | 上嶺皮               | 東涌道                           | 43             | 散石灣迴旋處         | 嶼南道                           |
| 46         | 東涌鄉事委員會       | 東涌道                           | 44             | 女青年會梁紹榮度假村 | 嶼南道                           |
| 47         | 馬灣新村             | 松仁路                           | 45             | 散石灣村             | 嶼南道                           |
| ^          | 北大嶼山醫院（北行） | 松仁路                           | 46             | 散石灣中蘆           | 嶼南道                           |
| ^          | 北大嶼山醫院（南行） | 松仁路                           | 47             | 羅屋村               | 嶼南道                           |
| 48         | 東涌消防局           | 順東路                           | 48             | 新圍村               | 嶼南道                           |
| &          | 東涌纜車站           | 達東路                           | 49             | 老圍村               | 嶼南道                           |
| &          | 東涌市中心           | 東涌市中心巴士總站               | 50             | 貝澳油站             | 嶼南道                           |
| 49*        | 飛機燃料庫           | 觀景路                           | 51             | 太古職員宿舍         | 嶼南道                           |
| ^          | 赤鱲角南路           | 赤鱲角南路                       | 52             | 南山營地             | 嶼南道                           |
| ^          | 亞洲空運中心         | 駿坪路                           | 53             | 南山三屋村           | 嶼南道                           |
| ^          | 機場空運中心         | 駿運路                           | 54             | 禮智園墳場           | 嶼南道                           |
| ^          | 香港空運貨站         | 駿運路                           | 55             | 荔枝園               | 嶼南道                           |
| 50         | 國泰城               | 觀景路                           | 56             | 梅窩警署             | 嶼南道                           |
| 51         | 二號檢查閘           | 暢連路                           | #              | 梅窩熟食市場         | 銀鑛灣路                         |
| 52         | 機場（客運大樓）     | 暢達路                           | #              | 銀灣邨               | 銀鑛灣路                         |
| 53*        | 航天城               | 航天城交通總匯                   | #              | 梅窩街市             | 銀石街                           |
| 54         | 大橋香港口岸旅檢大樓 | 順暉路                           | #              | 銀景中心             | 銀鑛灣路                         |
| 55         | 大橋香港口岸         | 港珠澳大橋香港口岸公共運輸交匯處 | 57             | 梅窩碼頭             | 梅窩巴士總站                     |

- 註：

1. 有 # 號之車站祇限A35線梅窩碼頭開17:00及大橋香港口岸開06:15班次停靠。
2. 有 & 號之車站祇限A35線梅窩碼頭開05:30班次駛經。
3. 有 ^ 之車站祇限N35線停靠。
4. 有 * 之車站祇限A35線停靠。

## 路線紀錄
A35及N35線創下多項紀錄：
1. 唯一全數採用單層巴士行走的機場路線
2. N35線為唯一同時經港珠澳大橋香港口岸及機場後勤區的非NA字頭路線。
3. A35線為唯一位於大嶼山區內的A字頭路線
4. 唯一全數不採用低地台巴士行走的機場路線

## 關連項目
- 香港國際機場#機場巴士[[[Wikipedia:格式手册/链接#章節|錨點失效]]]